# Atletski klub Maksimir
Atletski klub Maksimir osnovan je u Zagrebu 1974. godine pod nazivom Atletsko društvo Veteran. Klub je u početku okupljao atletske veterane i cestovne trkače.
Od 2013. godine klub djeluje pod sadašnjim imenom. Čine ga atletičari svih atletskih disciplina, od početnika i rekreativaca do uspješnih sportaša i veterana. Iako svojim djelovanjem pokriva sve atletske discipline, klub posebnu pozornost posvećuje promicanju dugoprugaškog trčanja, između ostaloga kroz organizaciju cestovnih i kros utrka. Članovi AK Maksimir postižu najzapaženije rezultate upravo u disciplinama dugoprugaškog trčanja – polumaratonu, maratonu i ultramaratonu.

## AK Maksimir - discipline
Stadionska atletika

Dugoprugaško trčanje (cestovno i planinsko)

Brzo hodanje

## Natjecanja u organizaciji AK Maksimir
Zagrebačka kros liga

Memorijal Ivan Starek - vikend cestovne atletike

Utrka Podsused – Zagreb

Nova na Savi – novogodišnja utrka

Alpe Adria Race Walking – međunarodni kup brzog hodanja

Jozefina – utrka od Senja do Brinja

## Značajniji rezultati AK Maksimir

### Pojedinačna prvenstva Hrvatske
| Godina | Sportaš/ica              | Disciplina  | Rezultat | Medalja |
| ------ | ------------------------ | ----------- | -------- | ------- |
| 2015.  | Danijel Fak (M)          | Polumaraton | 1:09:32  | Zlato   |
| 2015.  | Robert Radojković (M)    | Maraton     | 2:41:27  | Zlato   |
| 2015.  | Dubravka Vešligaj (Ž)    | Maraton     | 2:59:37  | Srebro  |
| 2015.  | Marija Vrajić-Trošić (Ž) | 100 km      | 8:41:04  | Bronca  |
| 2015.  | Hrvoje Slovinac (M)      | 100 km      | 8:29:36  | Zlato   |

### Ekipna prvenstva Hrvatske
| Godina | Disciplina | Sportašice                                        | Rezultat | Medalja |
| ------ | ---------- | ------------------------------------------------- | -------- | ------- |
| 2015.  | Maraton    | Marija Vrajić-Trošić Dubravka Vešligaj Maja Urban | 8:54:51  | Zlato   |

### Pojedinačna prvenstva Hrvatske za seniorke i seniore
| Godina | Sportaš     | Disciplina | Rezultat | Medalja |
| ------ | ----------- | ---------- | -------- | ------- |
| 2015.  | Danijel Fak | 5000 m     | 15:14,21 | Bronca  |

### Ekipna prvenstva Hrvatske za seniorke i seniore
| Godina | Kategorija                | Medalja |
| ------ | ------------------------- | ------- |
| 2016.  | Žene - ekipni poredak     | Bronca  |
| 2016.  | Muškarci - ekipni poredak | Bronca  |

## Atletska škola
Od 2013. godine u sklopu AK Maksimir djeluje i Atletska škola, u kojoj polaznici mogu naučiti osnovna pravila svih atletskih disciplina. Škola također promiče važnost kretanja i zdrav način života.
Atletska škola nudi program treninga prilagođen rekreativcima te poseban program prilagođen naprednijim polaznicima.

## Vanjske poveznice
- Atletski klub Maksimir
- Atletska škola AK Maksimir